# Metanefrină
Metanefrina (metadrenalina) este un metabolit al adrenalinei creat prin acțiunea catecol-O-metil transferazei asupra adrenalinei. Un articol publicat în Journal of the American Medical Association în 2002 a indicat că măsurarea în plasmă a nivelului de metanefrine libere (inclusiv metanefrină și normetanefrină) este cel mai bun instrument în diagnosticul feocromocitomului, o tumoare corticosuprarenală.

Adrenalină